# NA-2132
La NA-2132 comunica con la NA-2130 Vidangoz.

## Recorrido
| Denominación | Kilómetro | Salida               | Carretera            | Dirección                                          |
| ------------ | --------- | -------------------- | -------------------- | -------------------------------------------------- |
| NA-2132      | 0         |                      | NA-2130              | Burgui/Burgi Ochagavía/Otsagabia Ezcároz/Etzkarotz |
| NA-2132      | 0         | Travesía de Vidangoz | Travesía de Vidangoz | Travesía de Vidangoz                               |

- Datos: Q12264073